# Dyspyralis noloides
Dyspyralis noloides là một loài bướm đêm trong họ Erebidae.